# Барокова поезія
Баро́кова пое́зія, творчий здобуток доби бароко в Білорусі та в Україні, це поезія, котра поєднує трагічне з комічним, вульгарне з піднесеним, смішне із жахливим. У такій поезії дуже примхливо поєднуються язичницькі та християнські елементи.
У XVII ст. основним виразником надій і прагнень народу в словесній творчості залишається усна поезія. Продовжують побутувати і розвиватися всі її жанри, вироблені фольклором попередніх століть. Але тематика цих жанрів істотно доповнюється, у кожному з них виникають нові різновиди, відбуваються зміни в поетиці. Розвивається загальна тенденція до ослаблення умовності, посилення конкретності, збільшення кількості і виразності побутових рис і деталей.

## Найхарактерніші поетичні твори
Найхарактерніші для XVII ст. — історичні пісні та думи. Походження і розвиток цих жанрів пов'язані з давньоруською епічною традицією, спільною для всіх східнослов'янських народів. Вони споріднені з білоруськими і російськими історичними піснями, з історичним фольклором південних слов'ян, молдаван і румунів, зокрема з юнацькими та гайдуцькими піснями, дойнами тощо.
Поряд з піснями й думами в XVII ст. зберігають популярність і продуктивність також інші жанри словесного фольклору — календарна і позакалендарна обрядова поезія, зокрема колядки і щедрівки — вірші і пісні на різдвяні й новорічні теми; духовні вірші; прислів'я і приказки; казки, легенди і перекази; історичні анекдоти і побутові новели, особливо гумористичного і сатиричного характеру.
У царині віршової поезії протягом XVII ст. продовжує розвиватися поезія духовна, релігійно-філософська, церковно-історична, святкова, панегірична. Це — гімни на честь Св. Тройці, Христа, Богородиці, апостолів, святих, вірші про релігійні свята, молитовна і покаянна лірика, полемічні вірші, спрямовані проти чужовірців, єретиків, відступників; роздуми на релігійно-філософські теми, часто пройняті мотивами соціальної критики. Особливо виразні щодо цього були популярні теми несталості і швидкоплинності земного життя, мирських зваб, неминучості і нежданості смерті, рівності всіх перед смертю; елегійні роздуми про добро і зло, про сутність людського щастя тощо.
Великою популярністю користувалася епіграматична поезія. Терміном «епіграма» позначався вірш, котрий відносно коротко, зрозуміло, але художньо й дотепно розповідає про якийсь предмет, якусь особу чи подію. Гарна епіграма повинна була дивувати і захоплювати грою слів. Поет-епіграматист, описуючи, мав повчати, вихваляти або осуджувати.

## Поезія індивідуального життя
Протягом XVII ст. розвивається поезія індивідуального життя, інтимних почуттів і переживань, пов'язаних не із стосунками людини й бога (це — сфера духовної лірики), a із чемним життям людської особистості, із стосунками між людьми. У цій світській ліриці виділяються елегійні вірші громадянського змісту, що переломлюють соціальні й політичні проблеми крізь призму індивідуальної людської долі. Такі вірші знаходимо у творчій спадщині Симеона Полоцького, Лазаря Барановича, Стефана Яворського, Димитрія Туптала, хоча загалом соціальні мотиви їхньої лірики звучать в абстрактно-християнських тонах. Основний масив літературних пам'яток цього типу складають анонімні вірші, які виникли в середніх і нижчих суспільних верствах.
Віршам XVII—XVIII ст. властива витончена версифікація (в основному в межах силабічної системи віршування, але з частими проявами силабо-тонічних тенденцій)13 і яскрава, барокового характеру, поетика — різноманітність ритмів і строф, перехрещення ключових понять, концепти, очуднена метафорика, гра символами, акростихи тощо. Все це йде від школи і через школу. Водночас більшість елегій і пісень насичена народнопоетичними образами і символами. Вони багаті на пестливі морфеми і постійні епітети, властиві фольклору порівняння і паралелізми, персоніфікаційні звертання до птахів, гір і долин, «бистрих вод», «тихих скель».
На XVII ст. припадає утвердження в українській літературі драматичних жанрів, розвиток яких нерозривно пов'язаний із життям тодішніх шкіл. Драматичні твори писалися з освітньою і виховною метою. Авторами, як правило, були викладачі поетики, виконавцями — учні, глядачами — всі члени шкільної корпорації, a також гості з числа представників місцевої влади, батьків, меценатів, поважаних городян та ін. У шкільних поетиках викладали основи теорії драматичних жанрів.